# Variable cachée
En physique quantique, le terme de variable cachée désigne des paramètres physiques hypothétiques qui ne seraient pas pris en compte par les postulats de la mécanique quantique, soit dans la définition de l'état quantique, ou dans l'évolution dynamique de l'état quantique. Ces variables cachées sont introduites, par certains physiciens, pour tenter d'apporter une solution notamment au problème de la mesure quantique car elles permettent d'établir une continuité de la mécanique quantique vers la mécanique classique. Elles correspondent aussi à une certaine philosophie réaliste et causale de la physique.
L'existence de variable cachée suscite encore de vifs débats. Bien qu'il n'existe à ce jour aucune réfutation mathématique et expérimentale de la théorie de référence à variables cachées, la théorie de De Broglie-Bohm, ni des autres théories introduisant des variables cachées de type position, ces approches restent très minoritaires dans la communauté des physiciens et elles génèrent toujours des discussions considérables.
Néanmoins, le concept de variable cachée correspond à un courant historique fort, et qui a toujours une importance en philosophie des sciences.

## Motivation
La mécanique quantique est non déterministe, dans le sens où elle ne peut pas prédire avec certitude le résultat d'une mesure. Elle ne peut prédire que les probabilités des résultats d'une mesure. Cela conduit à une situation où la mesure d'une certaine propriété sur deux systèmes formellement identiques peut conduire à deux résultats différents. La question se pose inévitablement de savoir s'il peut exister un niveau de réalité plus profond, qui pourrait être formalisé par une théorie plus fondamentale que la mécanique quantique, et pourrait prédire avec certitude le résultat de la mesure.
En d'autres termes, la mécanique quantique telle qu'elle est formalisée pourrait être une description incomplète de la réalité. Une minorité de physiciens défendent l'idée que l'aspect probabiliste des lois quantiques a en réalité un fondement objectif : les variables cachées. La plupart pensent qu'il n'existe pas de niveau de réalité plus fondamental, étayés en cela par le fait qu'une vaste classe de théories à variables cachées s'avère incompatible avec les observations.
Les variables cachées ne visent pas nécessairement à restaurer un déterminisme complet. Certaines théories à variables cachées, comme la mécanique stochastique de Edward Nelson, ou l'interprétation modale de Bas van Fraassen, restent indéterministes.

## Contexte historique

### L'opposition réaliste
Max Born publia en 1926 deux articles proposant l'interprétation du module du carré du coefficient complexe d'un état comme étant la probabilité de mesurer cet état. Selon cette interprétation, il fallait accepter qu'un paramètre physique ne possède pas de valeur déterminée avant d'être mesuré. Cela marqua le point de départ d'une opposition à cette interprétation, principalement menée par Albert Einstein, Erwin Schrödinger et Louis de Broglie. Ces physiciens étaient attachés à une vision dite réaliste de la physique, selon laquelle la physique se doit de décrire le comportement d'entités physiques réelles, et non se contenter de prédire des résultats. Dans ce cadre, accepter un indéterminisme fondamental est difficile, ce que Einstein a traduit par sa célèbre phrase « Je suis persuadé que Dieu ne joue pas aux dés ».

### Le paradoxe EPR
En 1935, Einstein, Podolsky et Rosen écrivirent un article visant à démontrer que la physique quantique était incomplète, à l'aide d'une expérience de pensée nommée paradoxe EPR.

### Les inégalités de Bell
En 1964, John Bell établit les célèbres inégalités de Bell qui sont vérifiées si des variables cachées – au sens défini par Einstein – existent, et donc n'existent pas si les inégalités sont violées. Par exemple, Eugene Wigner, une autorité en matière de physique théorique, expliquait en 1983 :
C'est une idée intéressante (les variables cachées), et, même si quelques-uns d'entre nous étaient prêts à l'accepter, force est d'admettre que l'argument véritablement parlant contre cette idée a été produit tardivement, en 1965, par J. S. Bell […] Cela semble donner un argument convaincant contre la théorie [sic] à variables cachées, cité dans .
Cependant, comme le fait remarquer Sheldon Goldstein, ce n'est clairement pas ce que Bell avait démontré. Les inégalités portant son nom venaient, au contraire, confirmer la théorie de David Bohm. Bell raconte, en 1985, soit 2 ans après l'analyse de Wigner célébrant la découverte de Bell comme une réfutation des théories à variables cachées : 
Mais en 1952, je vis que l'impossible avait été fait. C'était dans des articles de David Bohm. Bohm montrait explicitement comment des paramètres pouvaient fort bien être introduits, dans la mécanique ondulatoire non-relativiste, grâce auxquelles la description indéterministe pouvait être transformée en une description déterministe. Encore plus important, selon moi, la subjectivité de la version orthodoxe, la référence nécessaire à l'« observateur », pouvait être éliminée,., cité dans .
Ainsi, ce ne sont pas toutes les théories à variables cachées qui sont réfutées, mais toutes celles qui sont locales, et l'expérience est en fait une confirmation de l'existence de variables cachées au sens de Bohm et Bell, ces variables étant les particules en mouvement, des entités qui, seulement dans les théories inspirées de l'école de Copenhague, ont une existence problématique. Pour cette raison, Bell qualifie cette dénomination (variable « cachée ») d'« absurde ».
Les expériences visant à vérifier les inégalités de Bell purent être menées au début des années 1980, et aboutirent à une violation des inégalités, invalidant la possibilité d'existence de variables cachées au sens défini par Einstein (c'est-à-dire des variables dites « locales » et respectant le principe de causalité).

### Le théorème contextualiste de Kochen et Specker
En 1967, un autre théorème important fut démontré : le théorème de Kochen et Specker. Ce théorème démontre que toute théorie à variables cachées rendant compte des résultats des expériences de physique quantique est contextualiste, c'est-à-dire que les valeurs mesurées des paramètres physiques dépendent nécessairement du contexte expérimental, et non des entités physiques seules. Ce théorème porte un autre coup à la vision réaliste d'Einstein, qui supposait que chaque entité physique a une existence objective, indépendante de son environnement et de l'observation.
Néanmoins ce théorème ne met pas tout à fait un terme aux espoirs d'une certaine forme de réalisme (toutefois assez éloigné du réalisme classique einsteinien) car il est toujours possible d'imaginer que l'entité « réelle » – possédant toutes les caractéristiques déterminant le résultat de la mesure – ne soit plus constituée des particules seules, mais des particules et leur contexte, globalement (ce qui est envisageable dans le cadre de variables cachées non locales). Cette forme de réalisme est parfois nommée ontologie contextuelle.

### Les inégalités de Leggett
En 2003, Anthony Leggett établit des inégalités, semblables à celles de Bell, potentiellement testables expérimentalement, qui doivent être vérifiées par toute théorie à variables cachées non locales vérifiant certains prérequis macro-réalistes raisonnables, comme la valeur définie à tout instant, et pas d’influence fondamentale d'une mesure sur son évolution ultérieure. La violation de ces inégalités rendrait donc une classe importante de théories à variables cachées, mais cette fois-ci non locales, incompatibles avec l'expérience.
En 2007, Anton Zeilinger réussit à tester ces inégalités, qui s'avèrent violées. Ainsi, il semble qu'il devienne difficile de maintenir des théories à variables cachées, locales ou non, car les hypothèses retenues par Leggett pour bâtir le modèle aboutissant à ses inégalités sont raisonnables. Toutefois, selon Alain Aspect,, la violation avérée des inégalités de Legett ne remet pas en cause le modèle à variables cachées non locales de Bohm.

### L'expérience «avant-avant»
En ce qui concerne cette dernière théorie, elle serait remise en cause, d'après le physicien Antoine Suarez, non à cause des inégalités de Leggett, mais notamment par un type d'expérience nommée « before-before experiment » effectuée en 2002,, qui mettent en jeu un dispositif du genre expérience d'Aspect, mais avec des polariseurs en mouvement. L'objectif de l'expérience est de remettre en question la notion même de simultanéité, sous-entendue par l'idée de non-localité, sur la base de la théorie de la relativité d'Einstein. Que se passe-t-il si, en vertu de ce principe, les « horloges » utilisées pour mesurer l'apparente simultanéité de l'action à distance sont mises en mouvement pour altérer l'espace-temps dans leur référentiel ? Suarez conclut : « […] les résultats […] avec des instruments de mesure en mouvement excluent la possibilité de décrire les corrélations quantiques au moyen de vraies horloges, en termes d'« avant » et d'« après » ; les phénomènes quantiques non locaux ne peuvent être décrits avec les notions de temps et d'espace. »
Ces résultats – encore récents – doivent être pris avec prudence, mais peu de physiciens doutent de leur validité sur le plan expérimental. Dans l'état actuel des choses, même l'ontologie contextuelle devient difficile à défendre en l'absence de variables cachées non locales, et il semble (en tout cas telle est la conclusion de 
Zeilinger et de son équipe) qu'il faille abandonner toute forme de réalisme, dans le sens où le résultat d'une mesure quantique ne dépend pas (entièrement) des propriétés objectives du système quantique mesuré.
Les théories à variables cachées non-locales sont infirmées par les résultats expérimentaux tels que l'expérience avant-avant si elles ne problématisent pas la notion de temps en même temps que celle d'espace[réf. souhaitée].

### La théorie de De Broglie-Bohm
La théorie à variables cachées de référence est celle de De Broglie-Bohm (deBB). Comme cette théorie ne décrit pas entièrement l'état quantique d'une particule, mais uniquement le mouvement et la position des particules, les variables cachées de cette théorie sont simplement les positions des particules. En effet, la mécanique quantique orthodoxe nie l’existence des positions avant toutes mesures. Plus précisément, la mécanique quantique postule que la fonction d'onde suffit à décrire totalement l'état d'un système (postulat I) et que la position n'existe qu'au moment d'une mesure (postulat V de réduction du paquet d'onde). Pour la théorie de deBB, un objet quantique est à la fois une onde et une particule (avec une position bien définie), alors que pour la mécanique quantique orthodoxe l'objet quantique est une onde ou une particule, mais jamais les deux à la fois. 
Il est à noter qu'expérimentalement, toutes les mesures réalisées par les physiciens sont des mesures de positions de particules (impacts) ; les positions, variables cachées de la théorie de deBB, sont en fait les seules variables observées par les physiciens. A contrario, la fonction d'onde n'est jamais mesurée directement, elle est reconstruite a posteriori à l'aide de la somme des positions des impacts : c'est une variable cachée de l'expérience. Pour ces raisons, le terme de variable cachée a été largement critiqué par Bell en particulier ; on utilise maintenant plus le terme de variables supplémentaires ou additionnelles.
La théorie de deBB a évolué vers une ontologie de l'espace-temps appelée théorie de l'ordre implicite qui connecte les événements disjoints dans l'espace (c'est une théorie qui prend explicitement en compte la non-localité, comme le souligne Bell) mais aussi dans le temps (c'est également une théorie qui pose les relations apparentes de causalité dans l'espace-temps comme une manifestation, parmi d'autres possibles, de l'ordre implié) :
Dans l'ordre impliqué [ou implicite ou implié], l'espace et le temps ne sont plus les principaux facteurs déterminant les relations de dépendance ou d'indépendance entre les différents éléments. Au contraire, une sorte de connexion entièrement différente est possible, de laquelle nos notions ordinaires d'espace et de temps, ainsi que de particules matérielles existant séparément, sont extraites en tant que formes dérivées de l'ordre plus profond.
Bohm, puis Hiley et Frescura, notamment, ont souligné que cet ordre implicite procédait d’une prégéométrie et d'une algèbre seules capables de décrire un tel « pré-espace », qui serait une sorte de prolongement de la relativité générale, théorie qui se fonde également sur la géométrie pour décrire le comportement des objets qui s'y trouvent. Bohm et ses collègues, tout comme Einstein, remettent en question la complétude de la physique quantique, non seulement en introduisant des variables supplémentaires (en l’occurrence, les particules elles-mêmes) mais en articulant une nouvelle conception de l'espace-temps.